# イッツ・オール・オーヴァー・ナウ
「イッツ・オール・オーヴァー・ナウ」（It's All Over Now）は、アメリカのR&Bグループ、ヴァレンティノスの楽曲。作詞・作曲はボビー・ウーマックおよびシャーリー・ウーマック。1964年にヴァレンティノスのシングルとしてリリースされたのが初出。同年にイギリスのロックバンド、ローリング・ストーンズによってカバーされ、彼らにとって初のナンバーワン・ヒットとなった:311。

## 解説
ヴァレンティノスは1964年3月24日にハリウッドのユナイテッド・レコーディングでこの曲を録音し、2か月後にシングルリリースした。アメリカのBillboard Hot 100には94位、同R&Bチャートには21位にランクインした。作者のボビー・ウーマックは、後にこの曲をセルフカバーした（後述）。

## ローリング・ストーンズのカバー

### 解説
1964年6月1日、バンド初の北米ツアーのためにニューヨークに降り立ったローリング・ストーンズは、同日にゲスト出演したラジオ番組にて、DJのマレー・ザ・Kからヴァレンティノスの「イッツ・オール・オーヴァー・ナウ」を紹介され、彼からこの曲をカバーするよう勧められた:45。6月10日、バンドはシカゴのチェス・スタジオで行われたセッションの中で、この曲を録音した:48。
「イッツ・オール・オーヴァー・ナウ」は1964年6月26日にシングルリリースされ（B面は「グッド・タイムズ・バッド・タイムズ」）、イギリスのシングルチャートでバンド初となる1位となった。アメリカのBillboard Hot 100では26位まで上昇、さらにバンド2枚目のスタジオ・アルバム『12×5』にも収録された。
キース・リチャーズは、リリース当時のインタビューで「俺たちのシングルの中で最高のものだと思う」と語り、ミック・ジャガーも「マレー・ザ・Kはクソ野郎だと思ってたが、奴は俺たちにいいものをくれたよ」と語っている。ビル・ワイマンも「サウンドが気に入っている」と好意的な意見を述べたが、ブライアン・ジョーンズは「俺はそれほど気に入ってない。悪くはないが何だろう、何か引っかかる」とやや否定的な見方を示した。
ニュー・ミュージカル・エクスプレスのロイ・カーは「この曲はカバーするのが非常に難しい。名誉のために言えば、ストーンズは全く異なる角度からアプローチしたのであり、それにより彼らは、競争相手には欠けているカリスマ的なスタイルを持っていることを明白にした」と称賛した:327。一方、デイリーメールやイヴニング・スタンダードといったプレスからは「カントリーっぽい」と評された。これに対しジャガーは「ちょっと田舎っぽかったかもな。でも俺たちはR&Bから離れたわけじゃない。俺たちはただ感じたままに演奏するだけさ」と反応し:327、ワイマンも「（カントリーっぽく聴こえたのは）12弦ギターと和音のせいだろう。でも突然スタイルを変えたわけじゃない。俺たちのレコードはどれも違う。同じことをやりたくないのさ」と同調した:328。またリチャーズは、ジョン・レノンからこの曲のギターソロを酷評され、自身も「確かにあれは俺のベストじゃない」と認めたことを自伝の中で明かしている。
ストーンズのコンサートにおいては、1964年から1965年、1967年、1973年、1994年から1995年、2007年、2012年から2014年の各ツアーの中で披露されている。

### 演奏メンバー
※出典：
- ミック・ジャガー - リード&バッキングボーカル、タンブリン
- キース・リチャーズ - エレキギター（ソロ含む）、バッキングボーカル
- ブライアン・ジョーンズ - エレキギター
- ビル・ワイマン - ベース
- チャーリー・ワッツ - ドラムス
- イアン・スチュワート - ピアノ

### チャート成績
| チャート (1964年)                       | 最高位 |
| --------------------------------------- | ------ |
| オーストラリア (Kent)                   | 9      |
| ベルギー (Ultratop 50 Flanders)         | 8      |
| カナダ トップシングルス (RPM)           | 26     |
| フィンランド (Soumen Virallinen)        | 11     |
| ドイツ (GfK Entertainment charts)       | 14     |
| アイルランド (IRMA)                     | 2      |
| オランダ (Single Top 100)               | 1      |
| ニュージーランド (Lever Hit Parade)     | 2      |
| ノルウェー (VG-lista)                   | 5      |
| スウェーデン (スヴァリイェトプリストン) | 3      |
| スウェーデン (Tio i Topp)               | 2      |
| UK シングルス (OCC)                     | 1      |
| US Billboard Hot 100                    | 26     |

## その他のカバー
- ウェイロン・ジェニングス - アルバム『The One and Only』（1967年）収録。
- ロッド・スチュワート - アルバム『ガソリン・アレイ』（1970年）収録。
- ライ・クーダー - アルバム『パラダイス・アンド・ランチ』（1974年）収録。
- ボビー・ウーマック（feat. ビル・ウィザース） - アルバム『I Don't Know What the World Is Coming To』（1975年）収録。
- ジョニー・ウィンター - ライブアルバム『狂乱のライヴ』（1976年）収録。
- モリー・ハチェット - アルバム『Flirtin' with Disaster』（1979年）収録。
- リッキー・ネルソン - アルバム『The Memphis Sessions』（1986年）収録。
- ダーティー・ダズン・ブラス・バンド（feat. ドクター・ジョン） - アルバム『Voodoo』（1989年）収録。
- ソーシャル・ディストーション - アルバム『Social Distortion』（1990年）の日本盤にボーナストラックとして収録。
- リバース・ブラス・バンド - アルバム『The Main Event: Live at the Maple Leaf』（1999年）収録。
- ブリンズリー・シュウォーツ - アルバム『イッツ・オール・オーヴァー・ナウ』（1974年録音、2017年リリース）収録。
- トム・ペティ&ザ・ハートブレイカーズ - ライブアルバム『Live at the Fillmore 1997』（2022年）収録。

他多数。